# TC (Komplexitätsklasse)
In der Komplexitätstheorie, speziell der Schaltkreiskomplexität, ist TC eine Komplexitätsklasse und TCi eine Hierarchie von Komplexitätsklassen. Für jedes {\displaystyle i\in \mathbb {N} } enthält TCi die formalen Sprachen, die von Schaltkreisfamilien mit Tiefe {\displaystyle O(\log ^{i}n)}, polynomieller Größe, und Und-, Oder-, und Majority-Gattern mit unbeschränktem Fan-In erkannt werden. Die Definition erweitert damit die Klassen ACi, die keine Majority-Gatter erlaubt. Die Klasse TC ist dann definiert als
{\displaystyle {\mbox{TC}}=\bigcup _{i\geq 0}{\mbox{TC}}^{i}.}
Ein Majority-Gatter ist dabei ein Gatter, das genau dann 1 ausgibt, wenn mehr als die Hälfte der Eingänge den Wert 1 haben.

## Bezug zu anderen Klassen
Zwischen den TC-, NC- und AC-Hierarchien besteht folgende Beziehung:
{\displaystyle {\mbox{NC}}^{i}\subseteq {\mbox{AC}}^{i}\subseteq {\mbox{TC}}^{i}\subseteq {\mbox{NC}}^{i+1}.}
Daraus folgt NC = AC = TC. Zudem ist
{\displaystyle {\mbox{NC}}^{0}\subsetneq {\mbox{AC}}^{0}\subsetneq {\mbox{TC}}^{0}\subseteq {\mbox{NC}}^{1}}
{\displaystyle {\mbox{AC}}^{0}\subsetneq {\mbox{TC}}^{0}} folgt daraus, dass Parity und Majority, die beide in TC0 liegen, nicht in AC0 liegen.
Uniformes {\displaystyle {\mbox{TC}}^{0}} ist echt in PP enthalten.

## Hierarchie
Wie bei NC und AC und anderen Hierarchien in der Komplexitätstheorie ist unbekannt, ob die TC-Hierarchie echt ist, also ob für alle {\displaystyle i\in \mathbb {N} } die Beziehung {\displaystyle {\mbox{TC}}^{i}\subsetneq {\mbox{TC}}^{i+1}} gilt.
Differenziert man TC0 nach der Tiefe der Schaltkreise, erhält man Klassen der Form {\displaystyle TC_{i}^{0}} für Probleme, die von TC-Schaltkreisen in Tiefe {\displaystyle i} gelöst werden können. Es ist bekannt, dass {\displaystyle TC_{1}^{0}\subsetneq TC_{2}^{0}\subsetneq TC_{3}^{0}} gilt.